# 라이트닝 토크

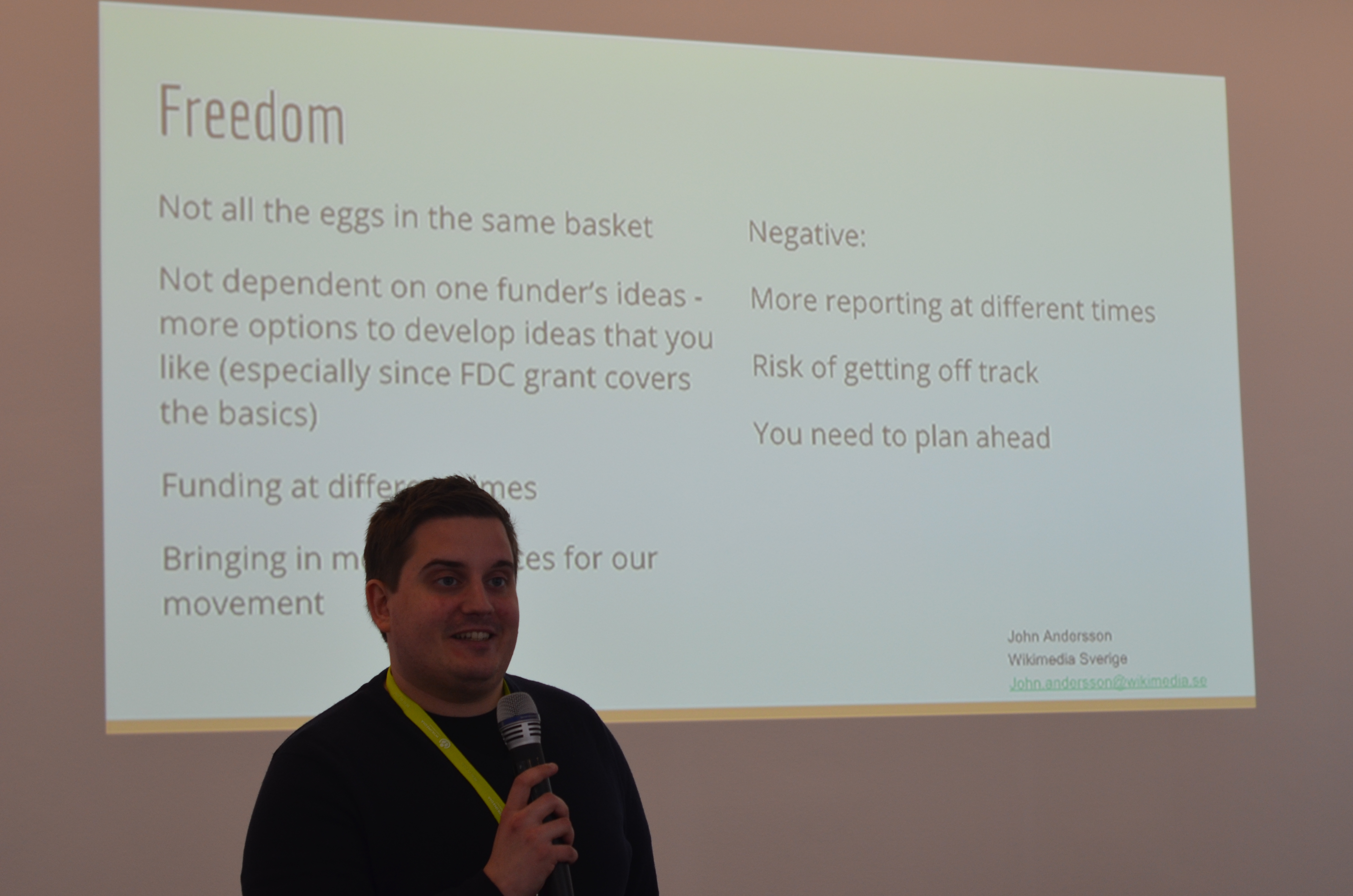
위키미디어 컨퍼런스에서 진행된 라이트닝 토크

라이트닝 토크(영어: Lightning talks)는 컨퍼런스나 포럼 등의 행사에서 10분 내의 짧은 시간에 진행되는 매우 짧은 프레젠테이션이다. 하나의 세션에 여러 다른 발제자들이 라이트닝 토크를 진행하는 것이 관행이다. 라이크닝 토크에서 유래된 페챠쿠챠나 이그나이트의 경우 발표 시간과 프레젠테이션 장수를 임의로 조절하기도 한다. 라이트닝 토크는 또한 별도의 행사로 진행되기도 한다.

## 정의 및 유래
라이트닝 토크는 5분에서 10분 사이의 짧은 프레젠테이션으로서, 이벤트에서 다양한 주제를 많은 발표자가 논의할 수 있도록 하는 방법이다. 많은 컨퍼런스에서 30분∼1시간 반 길이의 세션이 배분돼 진행된다. 세션 중 중단 없이 한 사람씩 발표가 이뤄진다.
라이트닝 토크의 방식은 행사마다 다양하다. 프로그래밍 커뮤니티에서는 길이가 5분으로 제한되지만, 7분 정도의 발표시간을 주는 곳도 찾아볼 수 있다. 또한 프레젠테이션 파일을 사용하지 않도록 하는 곳도 있으며, 기본적으로 프레젠테이션 파일을 읽지 않을 것이 권장된다.
처음 라이트닝 토크가 진행된 것은 1997년 파이썬 컨퍼런스였던 것으로 보인다. 현재의 이름은 마크 제이슨 도미누스가 2000년 6월 피츠버그 카네기멜론대학교에서 개최된 펄 언어 컨퍼런스인 ‘YAPC::19100’에서 떠올린 것이다. 이외에도 데이터 블리츠(Data blitz)라는 단어가 쓰이기도 한다.

## 특색 및 한계
라이트닝 토크가 생겨난 컨퍼런스 환경은 개인이 특정 분야에 경험을 가진 사람들에게 자신의 생각과 개념을 전달하는 것이 목적이며, 따라서 발표자가 중요하지 않은 정보를 발표에서 제외하고 정제된 방식으로 명확한 주장을 하도록 촉진할 필요가 있었다. 또한 기존의 발표는 시간이 길었기 때문에 발표의 실패에 따른 리스크가 크게 나타났다. 따라서 라이트닝 토크는 청중들이 발표에 더욱 집중하여 주어진 발표로부터 넓은 정보를 얻을 수 있도록 유도하는 장점을 가지고 있다. 그러나 라이트닝 토크는 파워포인트 슬라이드 작성 능력이 필요하고 짧은 시간 아래 핵심을 전달해야 하기 때문에 일부 발표자들은 제한된 시간과 타이밍 등에서 불편함을 느낄 수 있다.

## 참고 문헌
- Klentzin, JC; Paladino; Johnston; Devine (2010). “Pecha Kucha: using “lightning talk” in university instruction”. 《Reference Services Review》 (에메랄드 그룹 퍼블리싱) 38 (1): 158-167. doi:10.1108/00907321011020798.